# Colca-Tal

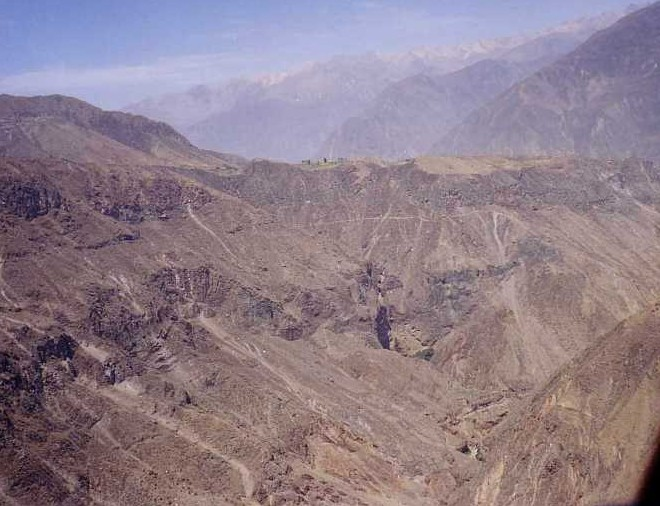
Blick in den Colca-Canyon

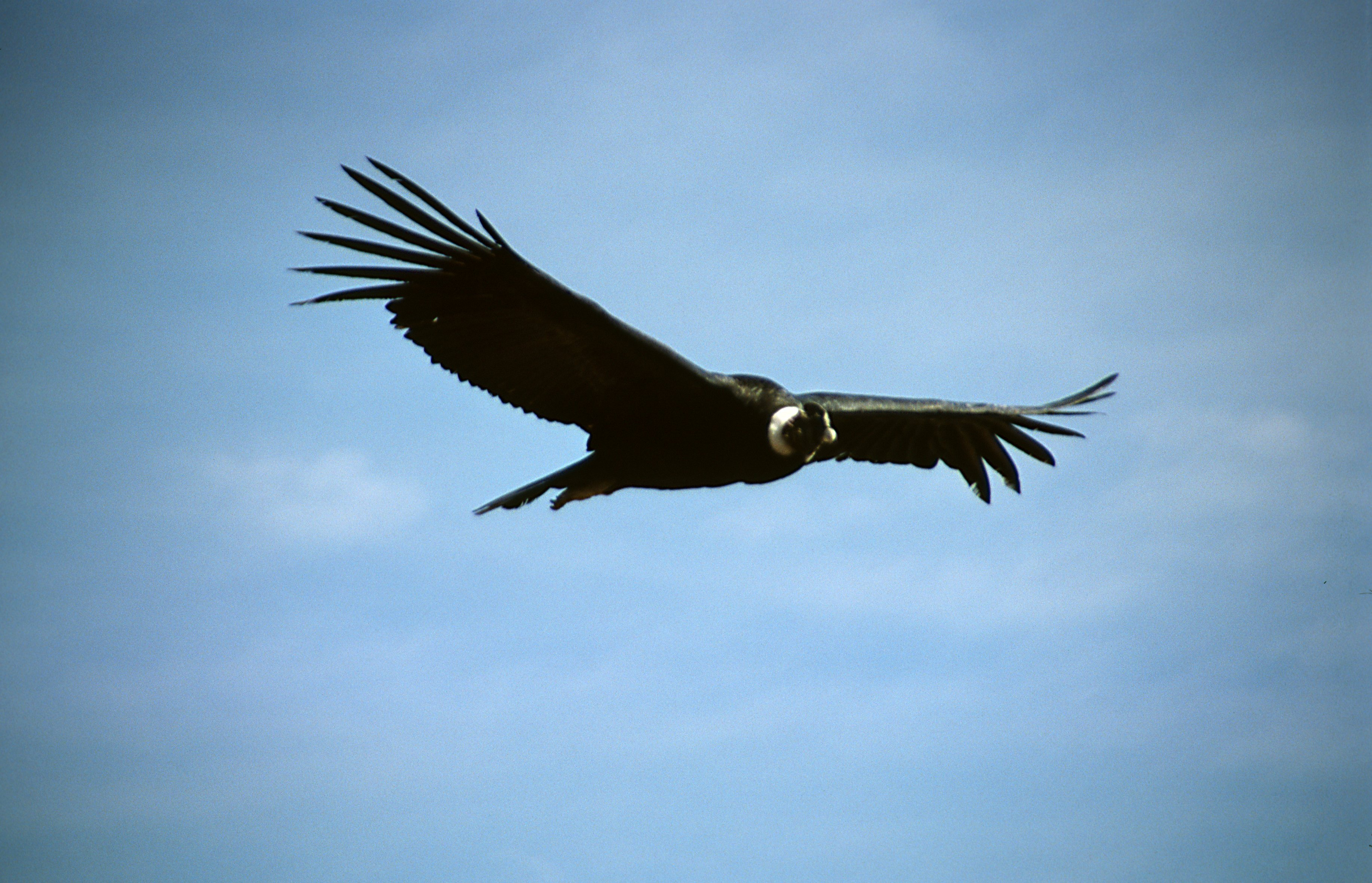
Condor

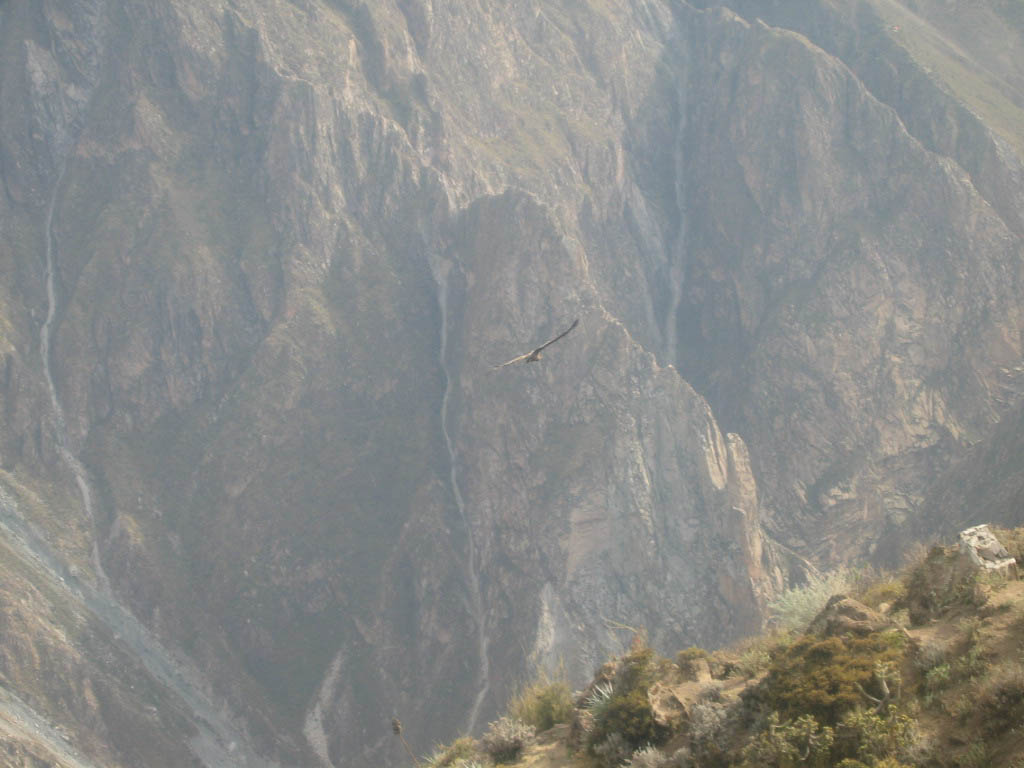
Cañón del Colca

Das Colca-Tal (auch Colca-Canyon; spanisch Cañón oder Valle del Colca) ist eine Schlucht bei Chivay in Peru, 97 km nördlich von Arequipa. Sie ist, je nachdem ob man vom höchsten Berggipfel nahe der Schlucht aus bis zum Río Colca misst oder vom Rand der Schlucht, 3.269 m bzw. 1.200 m tief. Der Grand Canyon ist dagegen (nur) etwa 1.800 m tief. Damit ist der Cañón del Colca, nach der Taraschlucht in Montenegro mit 1.300 m, der dritttiefste Canyon der Welt. Aus geologischer Sicht ist der Cañón del Colca mit weniger als 100 Millionen Jahren als jung zu betrachten.
Felsmalereien und Höhlen, in denen einst die sogenannten „Colcas“, Behälter für die Lagerung von Getreide, aufbewahrt wurden, zeugen von der Vergangenheit der Collagua-Kultur; der ursprünglichen Bewohner der Region.
Die oberen Hänge des Cañons sind vielfach von menschlicher Hand zu Terrassen strukturiert, viele davon schon mehrere hundert Jahre alt, die die heutigen Bewohner für ihre effiziente Landbebauung verwenden. Diese Terrassenstrukturen gaben dem Gebirgszug der Anden seinen Namen.

## Cruz del Condor
Zwischen Cabanaconde und Chivay befindet sich das Kreuz des Kondors (Cruz del Condor). Die 2–3 m Flügelspannweite des Kondors ist geradezu prädestiniert, um die erste schwache Morgenthermik zu nutzen und um zwischen acht und zehn Uhr ruhig am Canyonrand zu kreisen. Am Kreuz des Kondors ist es meist kühl und äußerst zugig.

## Fauna
2010 wurde im Colca-Tal die Arequipa-Vespermaus (Calomys achaku) entdeckt.

## Bildergalerie

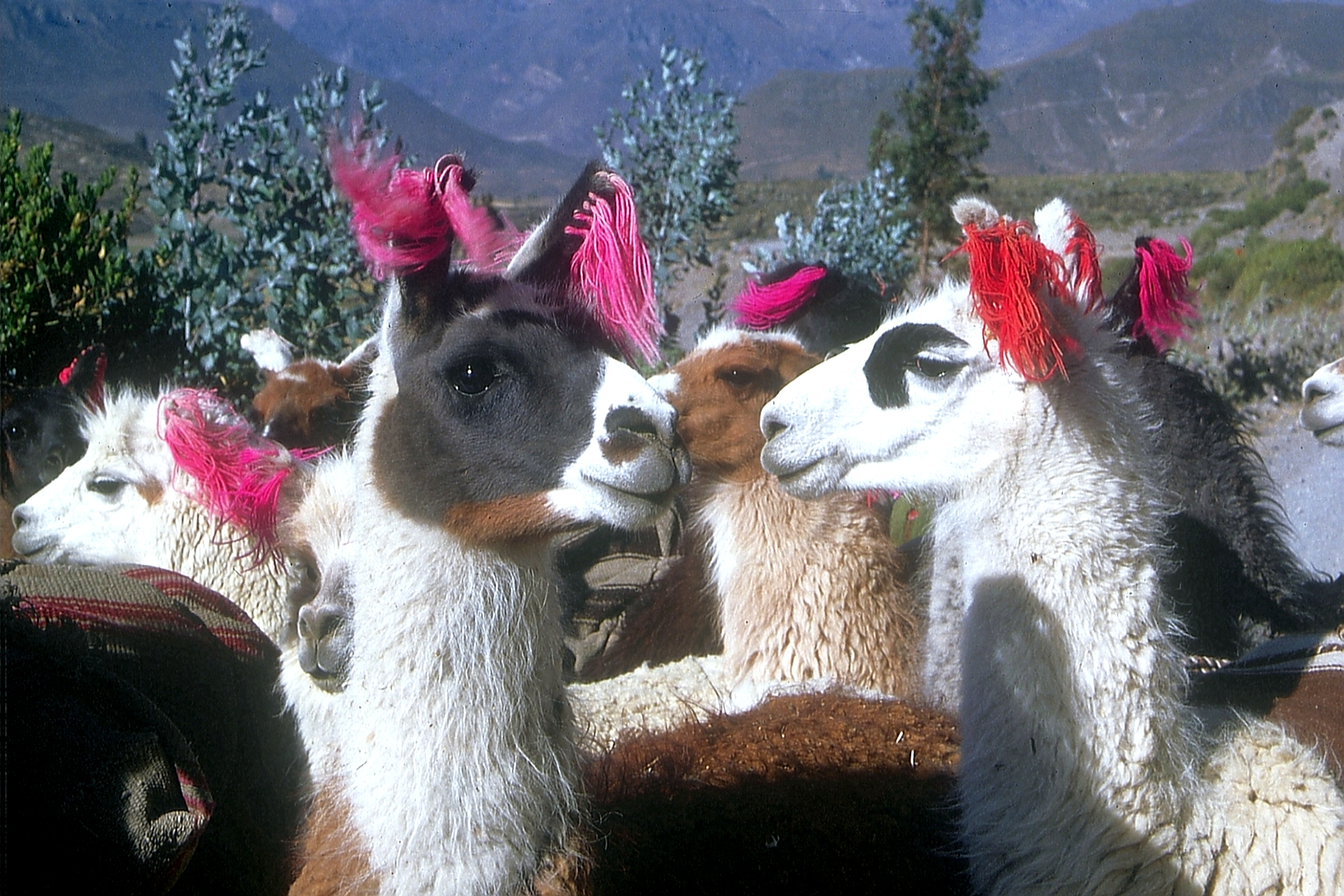
Die Quasten in den Ohren der Lamas zeigen, wem die Tiere gehören
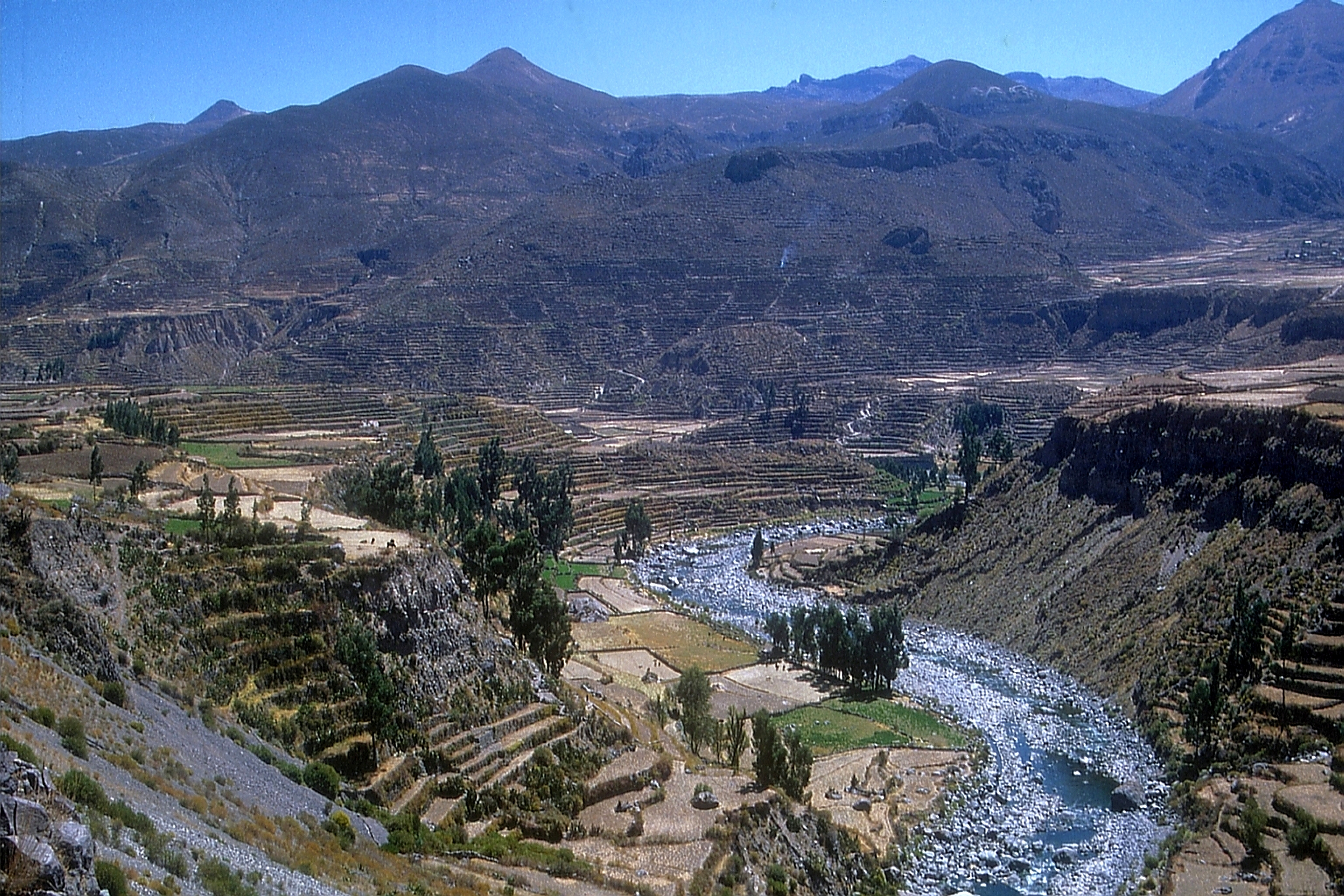
Blick ins Colca-Tal mit den Terrassen
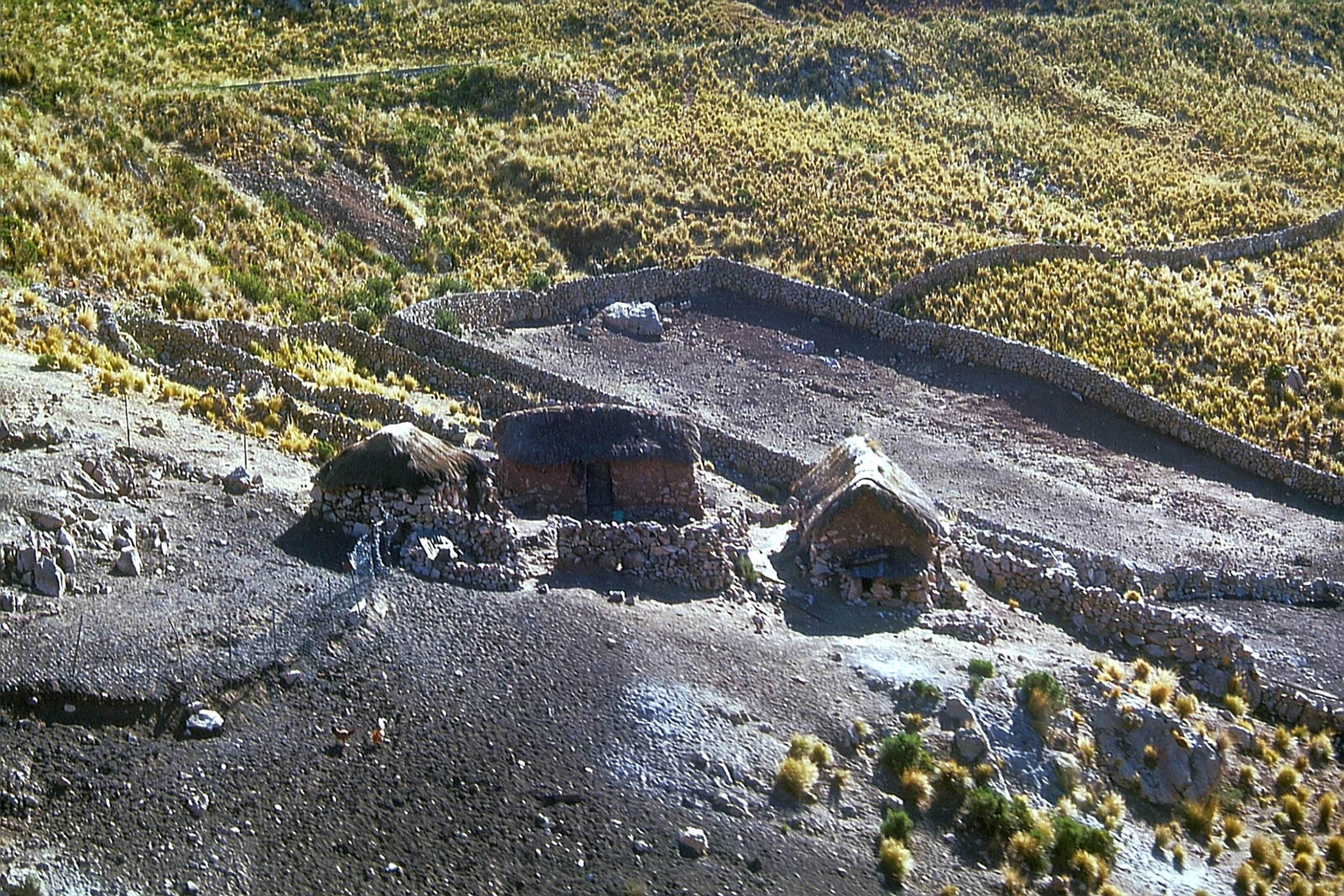
Gehöft im Colca-Tal
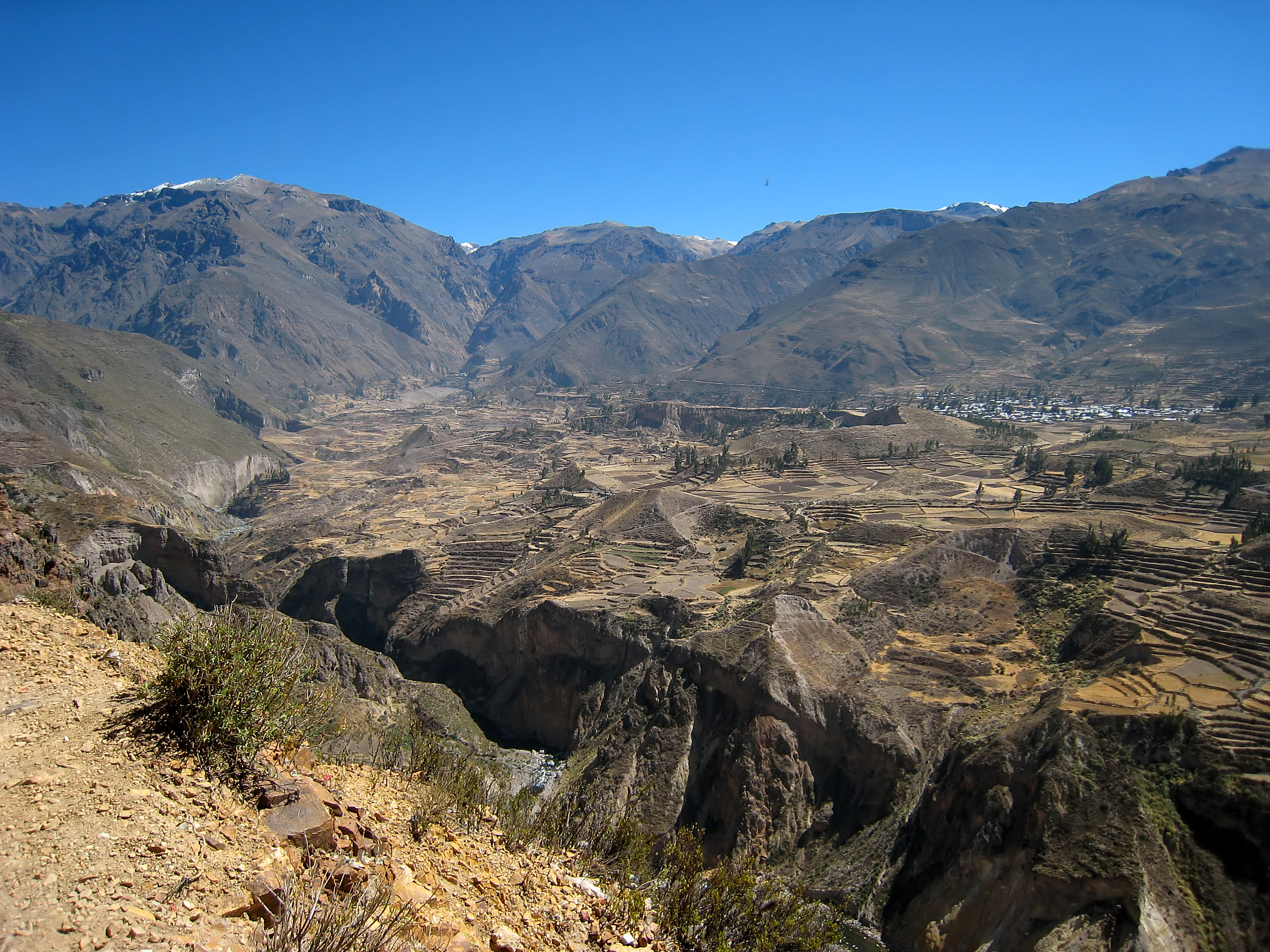
Terrassen am Colca-Canyon
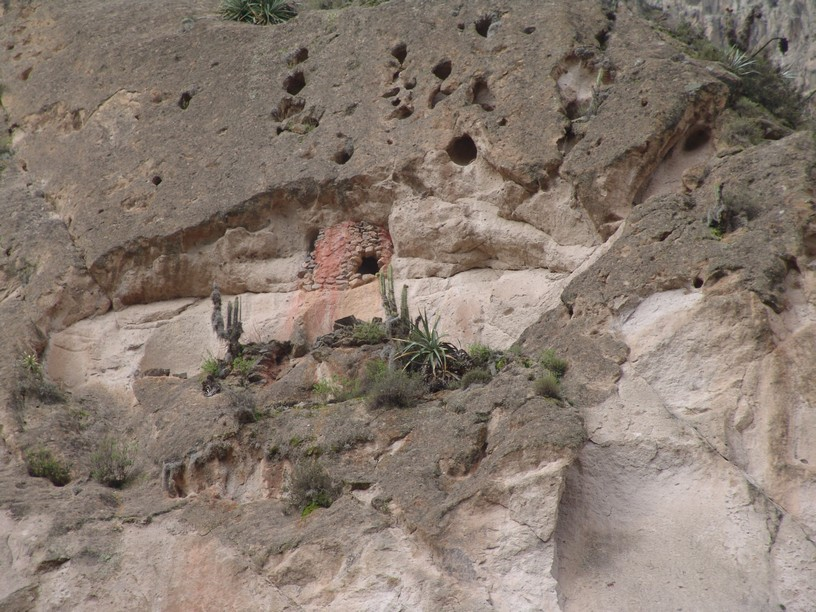
Inca-Gräber in der Colca-Schlucht
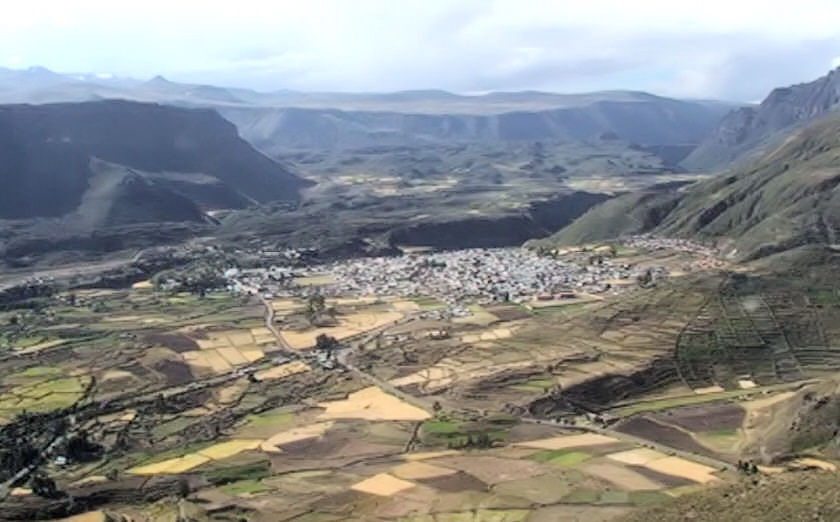
Chivay vom Patapampa Pass gesehen